# Duurzaam bouwen

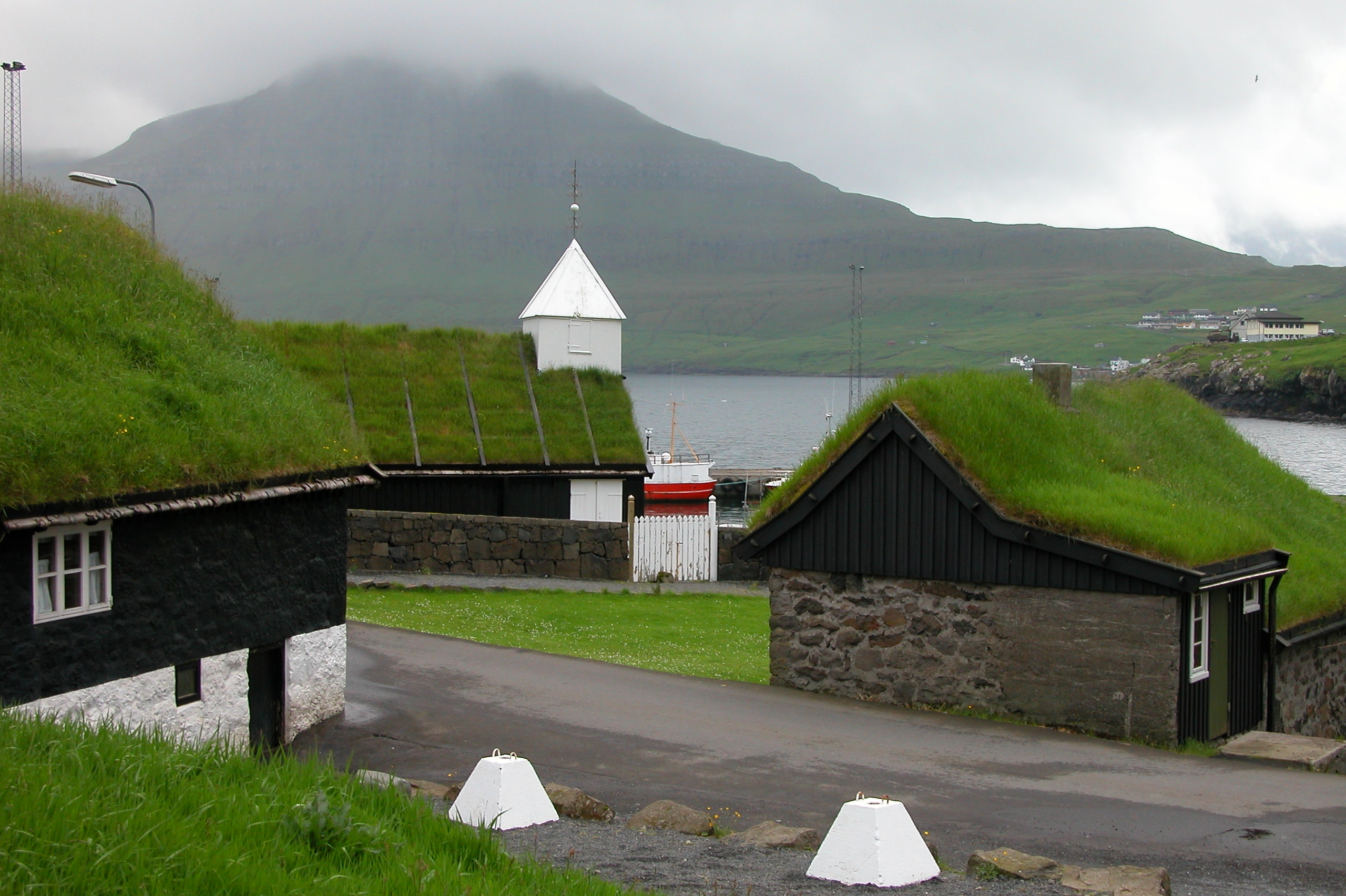
Huizen met grasdak in (Eysturoy, Faeröer), een vroeg voorbeeld van duurzaam bouwen

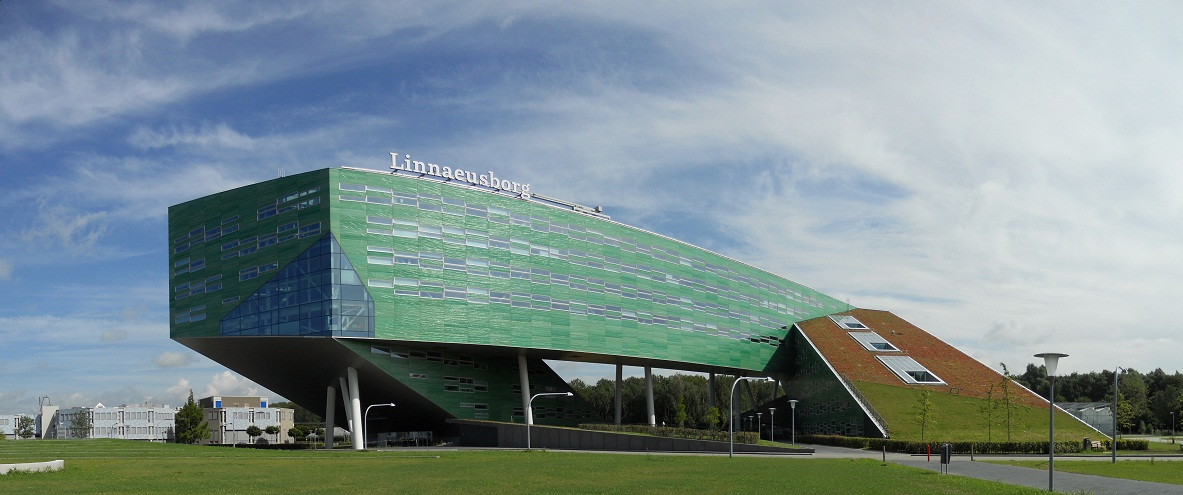
De Linnaeusborg in Groningen, met groen dak en aardwarmte

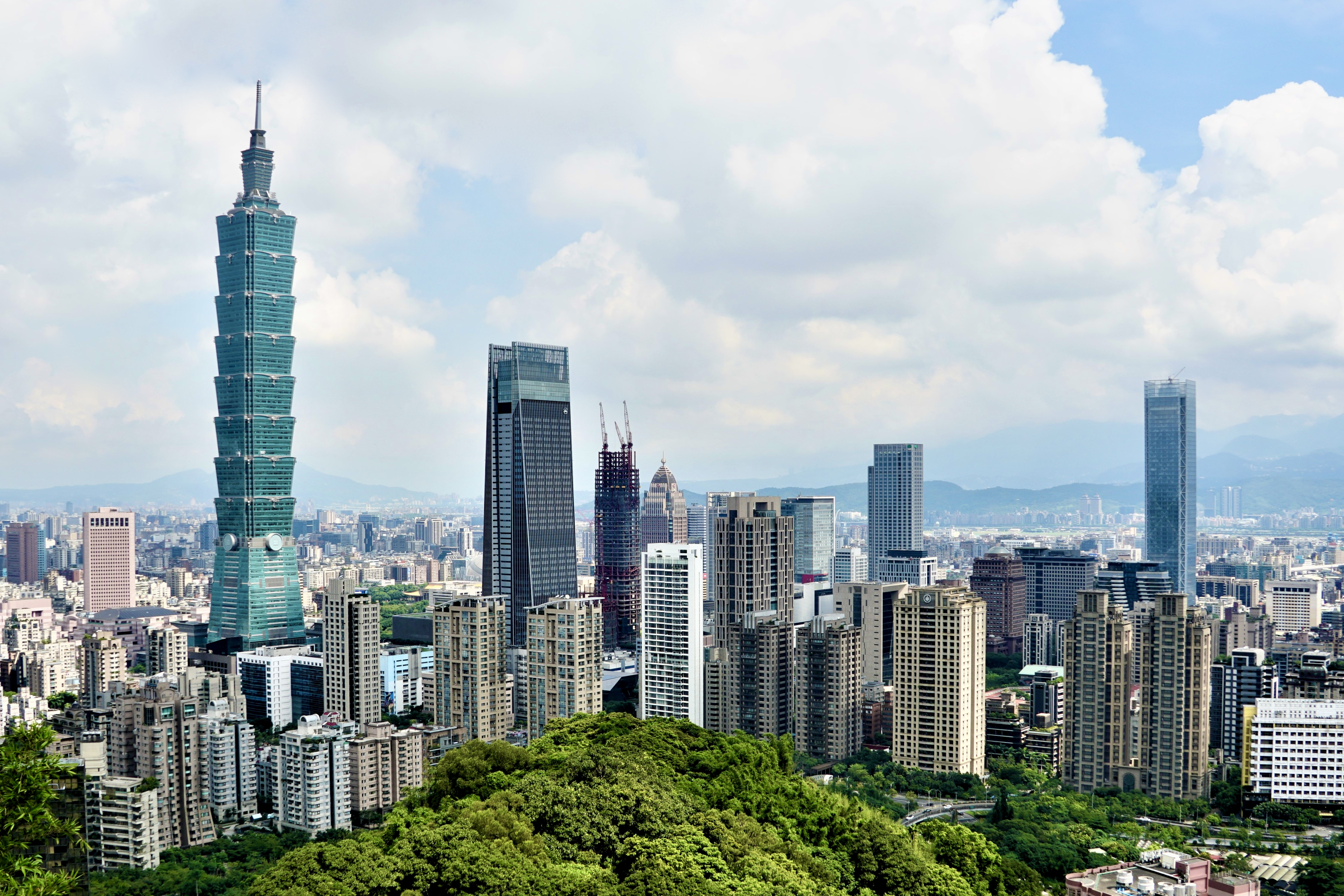
Taipei 101, het grootste duurzame gebouw met LEED-certificaat in de wereld

Duurzaam bouwen is bouwen met duurzaamheid als doel. Zowel in de ontwerpfase, de bouwfase en de gebruiksfase als bij de sloop richt men zich op duurzaamheid. 
Om uniformiteit en duidelijkheid rond de term duurzaam bouwen te verkrijgen zijn er diverse keurmerken en certificaten ontwikkeld, zoals BREEAM. 

## Nederland
Onder meer het Nederlandse kennisinstituut TNO verricht onderzoek naar methodes voor duurzaam bouwen. Sommige concepten voor duurzaam bouwen, beheren en renoveren betreffen niet alleen afzonderlijke gebouwen maar grotere eenheden zoals woonwijken.
De Nederlandse overheid, Rijksdienst voor Ondernemend Nederland, stimuleert duurzaam bouwen door subsidies en een korting op vennootschapsbelasting. Afhankelijk van het behaalde duurzaamheidsniveau conform de duurzaam bouwen certificaten wordt subsidie of belastingkorting toegekend.
Bepaalde energiebesparende vormen van duurzaam bouwen zijn het passiefhuis en de nulwoning.

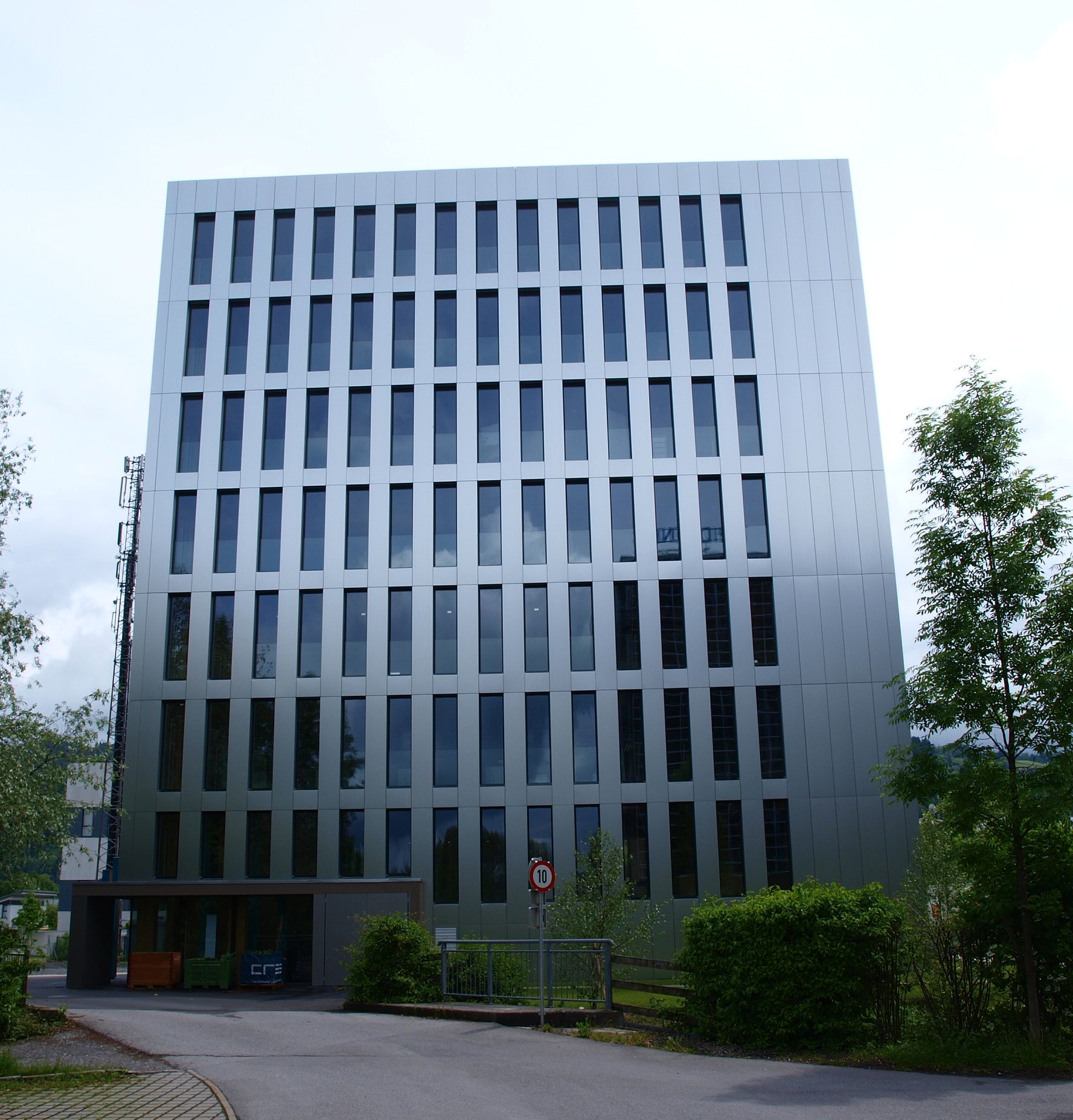
De LifeCycle Tower ONE in Dornbirn (Oostenrijk)

## Oostenrijk
In 2012 werd in Dornbirn in de Oostenrijkse deelstaat Vorarlberg een baanbrekende gebouw geopend: de LifeCycle Tower (LCT) ONE. Om de klimaatdoelstellingen te kunnen halen, wordt in Vorarlberg vanaf de jaren 2010 intensief onderzoek gedaan naar hernieuwbare energiebronnen en energie-efficiënte huizen. In 2012 werd het eerste niet-ingekapselde houten hybride complex van acht verdiepingen gebouwd, de LCT ONE. Deze is 27m hoog en van hout én beton. De dragende elementen zijn hierbij niet bekleed. De voordelen van dit vernieuwende project zijn: milieu- en energie-efficiëntie, 90% minder CO2-uitstoot, veel kortere bouwtijd, industriële productie van de componenten. Het doel is om een hybride hoogbouw van 30 verdiepingen en 100m hoogte te kunnen bouwen.